# Paguristes spinipes
Paguristes spinipes is een tienpotigensoort uit de familie van de Diogenidae. De wetenschappelijke naam van de soort is voor het eerst geldig gepubliceerd in 1880 door A. Milne-Edwards.